# カレリア (小惑星)

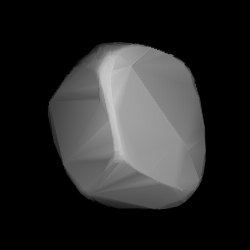
光学曲線からモデル化した形態

カレリア(1391 Carelia)は、小惑星帯中央部にある岩石質の小惑星である。1936年2月16日にフィンランド南西部のトゥルクにあるIso-Heikkilä 天文台で、フィンランド人天文学者ユルィヨ・バイサラが発見した。S型小惑星で、自転周期は5.9時間、直径は約11時間と測定される。ヨーロッパ北東部の地域名カレリアに因んで命名された。

## 軌道と分類
カレリアの軌道要素を階層クラスタリング分析を用いて分析した結果、どの小惑星族にも属さないとされた。太陽から2.1-3.0天文単位のカークウッドの間隙を1485日（4年1か月）かけて公転している。軌道離心率は0.16、黄道に対する軌道傾斜角は8°である。ドイツ南西部のケーニッヒシュトゥール天文台で初めて観測され、w:Obserbation arcは、トゥルクでの発見よりも2日間前に伸ばされた。

## 命名
フィンランド湾とロシアの白海の間にあるヨーロッパ北東部のカレリアに因んで命名された。命名は、1955年のポール・ハーゲットの著作The Names of the Minor Planetsの中で言及された。1939年から1940年にソビエト連邦とフィンランドの間で行われた冬戦争以降、この地域はロシアに属している。ユルィヨ・バイサラが発見した天体の多くには、カレリアでの戦争に因んだ名前が付けられている。

## 物理的性質
デヴィッド・トーレンによる分類では、カレリアは、小惑星帯内側では最も一般的である岩石質のS型小惑星に分類される。スローン・デジタル・スカイサーベイの分類でもS型とされている。

### 自転と極
2016年、Lowell Photometric Databaseのモデル化した測光データを用いたカレリアの光学曲線が公表された。光学曲線の分析により、自転周期は5.878 22 ± 0.000 01時間で、黄道座標(λ, β)で(21.0°, -79.0°)と(208.0°, -43.0°)の2つのスピン軸を持つことが明らかとなった。

### 直径とアルベド
アメリカ航空宇宙局の広視野赤外線探査機(WISE)及びこの後継のNEOWISEによる探査により、それぞれ、カレリアの直径は11.089及び11.570 km、表面のアルベドは0.1972及び0.214と測定された。Collaborative Asteroid Lightcurve Linkは、絶対等級12.07と岩石質の小惑星の標準的なアルベドである0.20を用いて、直径を11.46kmと計算している。